# 搦手門

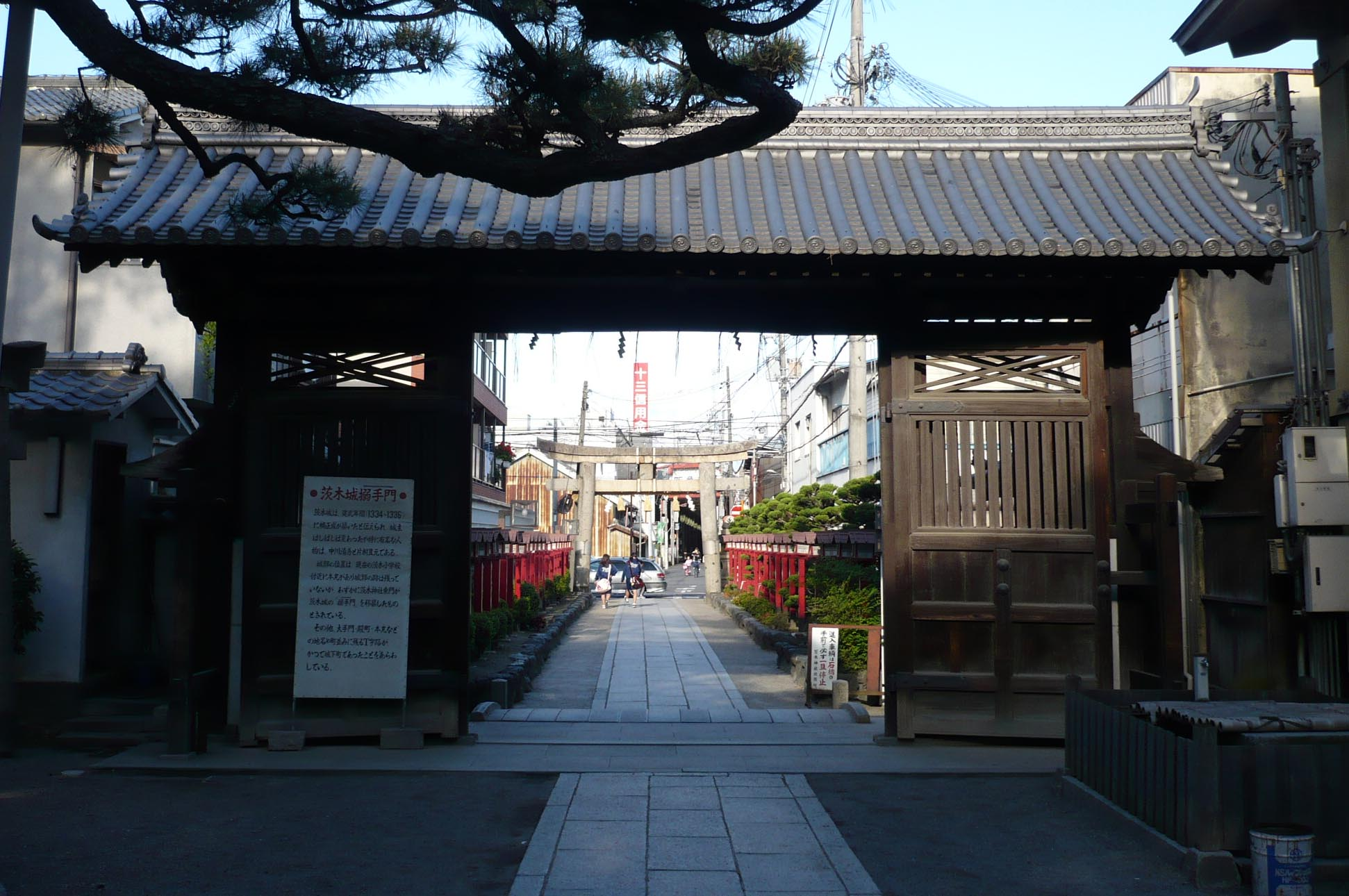
茨木城の移築搦手門

搦手門（からめてもん）は城門の一つで、大手門に対して開かれる裏手にあたる搦手口の門。
有事の際には、城主などはここから城外や外郭へ逃げられるようになっており、言わば非常口であった。そのため常日頃から使用されることは少なかった。

建物自体は、小型で狭く目立たない仕様であることも少なくなく、櫓門、埋門ではなく小型の冠木門や高麗門を建てるのみということもあったというが、警備の手が抜かれることはなく、大手門などの大きな虎口に比べて少人数で警備できるように設計してあった。橋は木橋であることが多く、また算盤橋や桔橋とし、非常時以外は開放しない不明門（あかずのもん）とすることも多い。

## 主な搦手門の例
- 大坂城青屋門
- 二条城西門
- 姫路城との一門〜との四門
- 彦根城佐和口門
- 高知城黒鉄門
- 宇和島城上立門
- 金沢城石川門